# Сидзикаускас, Вацловас
Вацловас Сидзикаускас (лит. Vaclovas Sidzikauskas; 10 апреля 1893, Шяудине — 2 декабря 1973, Нью-Йорк) — литовский дипломат в межвоенный период и видный антикоммунистический деятель в годы после Второй мировой войны.
Получивший образование во Фрибургском и Московском университетах Сидзикаускас устроился в новосозданное Министерство юстиции Литвы. В октябре 1919 года он был направлен в Швейцарию и после отставки Юргиса Шаулиса стал литовским дипломатическим представителем в этой стране. Сидзикаускас также был членом нескольких литовских делегаций в Лиге Наций. В июне 1922 года он был переведён на должность литовского представителя в Берлине, которая заняло ключевое место в литовской внешней политике после Мемельского восстания в январе 1923 года. Он был одним из участников переговоров по Клайпедской конвенции, которая признала Клайпедский край (Мемельланд) автономной частью Литвы. Когда возникли конфликты с Германией по поводу толкования этой конвенции, Сидзикаускас вёл переговоры с немецкими официальными лицами и представлял Литву в Лиге Наций. Дважды, в 1926 и 1931 годах, Сидзикаускас представлял Литву в Постоянной палате международного правосудия. В октябре 1931 года его перевели в Лондон.

## Ранняя биография и образование
Сидзикаускас родился в деревне Шяудине, в Сувалкской губернии, в 1893 году. Его младший брат Владас впоследствии стал подполковником Литовской армии. После завершения двухлетнего начального образования он поступил в Вейверяйскую учительскую семинарию в 1906 году. После её окончания в 1911 году Сидзикаускас продолжил изучать право во Фрибургском университете. Однако его учёба была прервана, когда умер его отец. Сидзикаускасу пришлось вернуться в Литву и заняться преподавательской деятельностью, чтобы зарабатывать себе на жизнь.
В начале Первой мировой войны Сидзикаускас эвакуировался в Москву, где сдал экзамены и поступил на факультет естественных наук Московского университета, чтобы избежать призыва в Русскую императорскую армию. Через год он перевёлся на юридический факультет. В Москве Сидзикаускас познакомился с другими литовцами, которые впоследствии стали видными фигурами в литовской политике, в том числе с будущим министром юстиции и внутренних дел Петрасом Леонасом, будущим литовским послом в Москве Юргисом Балтрушайтисом и будущим министром иностранных дел Юозасом Урбшисом. Сидзикаускас присоединился к литовскому национальному движению. Он стал секретарём московского отделения Литовского общества помощи пострадавшим от войны и вступил в Демократическую национальную лигу свободы (Сантара), умеренную либеральную политическую партию, стремившуюся найти срединный путь между политическими левыми и правыми. Позднее лига была реорганизована в Крестьянскую партию, не имевшую большого успеха.
Весной 1918 года, будучи уполномоченным Литовской Тарибой, Сидзикаускас организовал возвращение литовских студентов и преподавателей обратно в Вильнюс. Первое литовское правительство было сформировано только после Компьенского перемирия в ноябре 1918 года. Леонас стал министром юстиции и пригласил Сидзикаускаса присоединиться к своему недавно созданному ведомству. Сидзикаускас согласился и был назначен директором Административного департамента 1 февраля 1919 года. В марте Сидзикаускас, как представитель Демократической национальной лиги свободы, был членом комиссии из шести человек, которая вела переговоры о формировании коалиционного кабинета премьер-министра Миколаса Слезевичюса. Из-за нехватки кадров Сидзикаускас также исполнял обязанности директора Департамента гражданского и уголовного права и тюрем. В этом качестве он должен был бороться с коммунистическими тюремными бунтами и организовывать обмен пленными с Литовской Советской Республикой. 24 июля Сидзикаускас лично отправился в Даугайляй на литовско-советский фронт, чтобы обменять 35 коммунистов на 15 видных литовцев, в том числе Мечисловаса Рейниса, Людаса Гиру, Фелицию Борткявичене и Антанаса Туменаса.

## Дипломатическая карьера

### Дипломатический представитель в Берне, Берлине и Лондоне

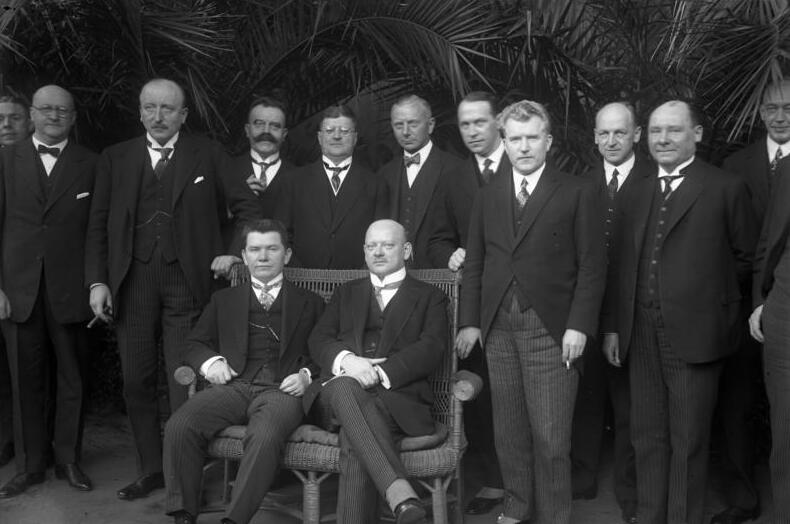
Аугустинас Вольдемарас (справа) сидит рядом с Густавом Штреземаном, Сидзикаускас стоит рядом со Штреземаном, январь 1928 года.

В октябре 1919 года Сидзикаускас вернулся в Швейцарию в надежде завершить свою прерванную учёбу во Фрибургском университете, работая в литовской миссии в Швейцарии. Он стал первым секретарём Юргиса Шаулиса. Однако всего через пять недель Шаулис подал в отставку из-за конфликта с премьер-министром Августинасом Вольдемарасом, связанного с закрытием четырёх литовских организаций. В итоге, молодой и неопытный Сидзикаускас стал представителем Литвы в Швейцарии 6 декабря 1919 года. 12 декабря Сидзикаускас посетил Министерство иностранных дел Швейцарии по вопросу признания литовских паспортов. На следующий день он получил ответ, что существовавший на тот момент статус-кво был тождественен швейцарскому признанию Литвы де-факто. В мае 1920 года, после первой сессии Литовского учредительного сейма, Сидзикаускас посетил президента Швейцарии Джузеппе Мотту по поводу признания Литвы де-факто, что было сделано 19 июля вместе с обещанием поддержать её членство в Лиге Наций. Швейцария стала одной из первых стран, признавших Литву де-юре. Литва стала полноправным членом Лиги Наций 21 сентября 1921 года.
В 1922 году Сидзикаускас проинспектировал литовские консульства в Стамбуле, Софии и Бухаресте, проверив их практику выдачи литовских паспортов и виз. Он обнаружил случаи серьёзной коррупции, поскольку лишь небольшой процент паспортов выдавался в соответствии с правилами. В результате консульства были закрыты. После возвращения с Генуэзской конференции Сидзикаускас был переведён в Берлин, где вступил в должность 1 июня 1922 года. Литовская миссия в Швейцарии была закрыта в январе 1923 года.
Берлин вскоре занял ключевую позицию во внешней политике Литвы, особенно после января 1923 года, когда Литва организовала Мемельское восстание и захватила Клайпедский край (территорию Мемеля), отделённый от Германии согласно Версальскому договору. Сидзикаускас активно участвовал в переговорах о статусе Клайпеды и поддержании хороших отношений с Германией, которая была крупнейшим торговым партнёром Литвы и её ключевым союзником против Польши. Во время своего пребывания в Берлине, начиная с апреля 1924 года, Сидзикаускас также представлял Литву в Королевстве Венгрии и Австрийской Республике. Сидзикаускас поддержал переворот литовских военных в декабре 1926 года и помог убедить президента страны Казиса Гринюса уйти в отставку в пользу Антанаса Сметоны. Он также позаботился о соблюдении конституционных формальностей, чтобы не поставить под угрозу международное признание Литвы. В начале 1927 года было принято решение закрыть литовское представительство в Лиге Наций и заменить Доваса Заунюса на Сидзикаускаса в качестве литовского посла-нерезидента в Швейцарии. В 1927—1928 годах Сидзикаускас вёл переговоры по Германо-литовскому торговому договору, который позволял литовским фермерам экспортировать мясо. Германия стала главным литовским торговым партнёром, и литовский экспорт в Германию вырос со 127 миллионов литов в 1927 году до 200 миллионов в 1930 году.
В начале 1931 года министр иностранных дел Довас Заунюс разработал план по замене некоторых литовских представителей, находившихся на своих должностях уже долгое время. Пятраса Климаса должны были перевести из Парижа в Берлин, Сидзикаускаса — из Берлина в Лондон, Казиса Бизаускаса — из Лондона в Москву, а Юргиса Балтрушайтиса — из Москвы в Париж. Однако только Сидзикаускас был переведён 1 октября 1931 года, когда Бизаускас был отозван в Каунас. В то же время Сидзикаускас представлял Литву в Гааге (Нидерландах). Он защищал Литву в двух делах, переданных в Постоянную палату международного правосудия. Сидзикаускас также помог литовскому правительству начать в ноябре 1932 года экономические переговоры с Великобританией, когда в результате Великой депрессии Великобритания установила импортные квоты на бекон, один из ключевых экспортных товаров Литвы. Он был отозван из Лондона в январе 1934 года. В ноябре того же года, после коррупционного скандала, Сидзикаускас полностью оставил дипломатическую службу.

### Международный переговорщик: между Польшей и Германией

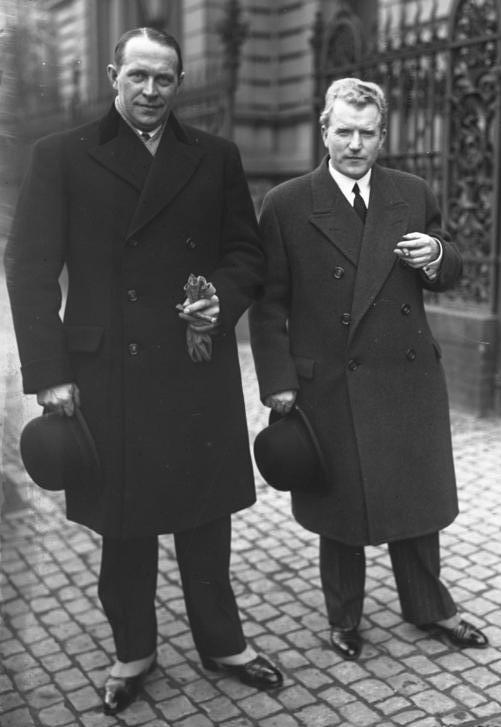
Сидзикаускас (справа) и Довас Заунюс в феврале 1932 года

С самого начала Сидзикаускас принимал участие в различных заседаниях Лиги Наций. В качестве представителя Литвы он подписал такие международные соглашения, как Барселонская конвенция и статут о свободе транзита 1921 года и Конвенция о рабстве 1926 года. В апреле 1921 года Сидзикаускас был членом литовской делегации во главе с Эрнестасом Галванаускасом, ведшей переговоры с Польской Республикой относительно Виленского края, захваченного Польшей в результате восстания Желиговского в октябре 1920 года. Они проходили при посредничестве Поля Иманса, планировавшего передать Вильнюс Литве, если та согласится вступить в федерацию с Польшей. Литовская общественность яростно выступала против таких планов, и на Галванаускаса даже было совершено покушение. После Мемельского восстания в январе 1923 года Сидзикаускас стал одним из участников переговоров по Клайпедской конвенции, которая была заключена в мае 1924 года.
В марте 1926 года несколько депутатов Сейма Клайпедского края обратились в Лигу Наций с жалобой на долю налогов, которые регион должен был платить центральному правительству. Литовская делегация во главе с Сидзикаускасом утверждала, что, согласно Клайпедской конвенции, сейм не имеет права подавать жалобу (это может сделать только член Совета Лиги Наций). В сентябре этот вопрос был передан на рассмотрение комиссии юристов, которая согласилась с позицией Литвы, но также постановила, что любой член Совета Лиги Наций может принимать местные жалобы и затем направлять их в Лигу. В то время как Сидзикаускас считал это дипломатической победой, дипломаты в Каунасе рассматривали это как долгосрочную проблему, поскольку Германия, ставшая теперь пятым постоянным членом Совета, могла (и действительно собиралась это сделать) использовать это постановление, чтобы принимать различные местные жалобы и таким образом оказывать давление на Литву. Сидзикаускас оставил за литовским правительством право решать вопрос о праве литовских граждан обращаться с петициями к иностранным правительствам или международным организациям, но не опротестовал это решение. Он мог бы возразить, что право на петицию в Лигу Наций было предоставлено местным жителям только в статье 11 Клайпедской конвенции, касающейся защиты этнических меньшинств.
15 сентября 1930 года, всего через день после выборов в немецкий Рейхстаг, депутаты Сейма Клайпедского края подали ещё одну жалобу на Литву. На этот раз они сетовали на её вмешательства в местные выборы, такие как цензура в прессе, ограничения свободы собраний, поощрение пролитовских настроений в избирательной комиссии. Сидзикаускас напряжённо работал, ведя прямые переговоры с Германией в надежде, что жалоба будет отозвана. Литовцы уступили многим немецким требованиям, включая введение общегерманского управления Клайпедским краем и куда меньшее вмешательство в местные выборы в октябре 1930 года. Министр иностранных дел Германии Юлиус Курциус продолжал оказывать давление на литовцев, чтобы те отозвали клайпедского губернатора Антанаса Меркиса. Сидзикаускасу не удалось разрешить конфликт путём прямых переговоров, и жалобу обсудили на январской сессии Лиги Наций 1931 года.. Заседание было безрезультатным, и вопрос был отложен.
Клайпедская конвенция гарантировала свободу транзита в Клайпедском порту, что беспокоило Польшу из-за выгодного экспорта древесины по реке Неман. Сидзикаускас был ведущим переговорщиком с польской делегацией, которую возглавлял Леон Василевский, по этому вопросу в Копенгагене в сентябре 1925 года. Премьер-министр Литвы Витаутас Пятрулис был за то, чтобы использовать возможность нормализации отношений с Польшей, но интенсивное внутреннее противодействие привело к провалу переговоров и отставке Пятрулиса. Когда дальнейшие переговоры между Польшей и Литвой провалились, Лига Наций передала это дело в Постоянную палату международного правосудия в январе 1931 года. В частности, в нём шла речь о возобновлении работы участка Либаво-Роменской железной дороги между Лентварисом (с польской стороны) и Кайшядорисом (с литовской стороны). Сидзикаускас отстаивал позицию Литвы, и в октябре 1931 года суд вынес единогласное консультативное заключение о том, что обязательство вести переговоры не подразумевает обязательства достичь соглашения и поэтому Литву нельзя заставить вновь открыть железную дорогу. Это был последний раз, когда Лига Наций активно пыталась разрешить польско-литовский конфликт или быть посредником в нём.
Ещё одно дело было передано в Постоянную палату международного правосудия в апреле 1932 года. Оно касалось увольнения Отто Бёттчера, председателя Директории Клайпедского края, и роспуска Сейма Клайпедского края губернатором Антанасом Меркисом в феврале-марте 1932 года. Позицию Литвы защищали Сидзикаускас и юрист Йокубас Робинзонас. В августе 1932 года суд постановил, что Литва имеет право уволить Бёттчера, но не имела права распускать парламент. Литовцы праздновали это решение как великую победу, поскольку суд установил основополагающий принцип, согласно которому вопросы, которые не были чётко сформулированы в Клайпедской конвенции, переходили из юрисдикции местных органов власти под юрисдикцию центрального правительства.

## После 1936 года
Его дипломатическая карьера была прервана из-за коррупционного скандала. Осуждённый за незаконное присвоение денежных средств, Сидзикаускас ушёл с дипломатических постов в ноябре 1934 года. В 1936 году он стал директором литовского филиала нефтяной компании «Shell Oil Company» и стал активно вовлекаться в культурную жизнь Литвы, публикуя статьи в литовской прессе и возглавляя Союз литовского Запада (лит. Lietuvos vakarų sąjunga), созданного для укрепления культурных связей между Клайпедским краем и Литвой. После присоединения Литвы к СССР в июне 1940 года НКВД предпринял попытку завербовать Сидзикаускаса в качестве своего агента. Он бежал в нацистскую Германию, где провёл 20 месяцев в концентрационных лагерях Дзялдово и Освенцим. Сидзикаускас был освобождён благодаря своим старым дипломатическим связям. В конце войны он вступил в Верховный комитет освобождения Литвы (VLIK) и в 1947 году стал председателем его исполнительного совета, стремившегося стать литовским правительством в изгнании. Эти амбиции испортили отношения между VLIK и Литовской дипломатической службой. В 1950 году Сидзикаускас перебрался в США, где был активным членом различных антикоммунистических организаций. В 1951 году он стал председателем Комитета за свободную Литву, созданного по инициативе Национального комитета за свободную Европу, и возглавлял его до своей смерти в 1973 году. Он также недолго возглавлял Ассамблею пленных европейских наций (дважды, в 1960—1961 и 1965—1966 годах) и VLIK (1964—1966 годы).